# Bataille de San Lorenzo
Expédition du Mexique
Batailles
- Fortín
- Las Cumbres
- 1er Puebla
- Barranca Seca
- Cerro del Borrego
- Tampico
- 2e Puebla
- Atlixco
- San Pablo del Monte
- San Lorenzo
- Totoapan
- Morelia
- Campeche
- Veranos
- Tacámbaro
- La Loma
- Parral
- Chihuahua
- Álamos
- Ixmiquilpan
- Bagdad
- Camargo
- Miahuatlán
- Carbonera
- Guayabo
- Villa de Álvarez
- San Jacinto
- Querétaro

La bataille de San Lorenzo a lieu le 8 mai 1863 lors de l'expédition du Mexique.

## Prélude
Le 5 mai 1863, alors que l'armée française assiège Puebla, l'armée républicaine mexicaine commandée par Ignacio Comonfort gagne le village de San Lorenzo, où elle entreprend des travaux de fortifications. 
Le général Forey donne alors l'ordre d'attaquer cette position et la nuit du 7 au 8 mai, le général Bazaine part du pont de Mexico avec quatre bataillons d'infanterie (un bataillon du 3e régiment de zouaves, du 51e régiment d'infanterie de ligne, du 81e régiment d'infanterie de ligne, et le bataillon de tirailleurs algériens), trois escadrons de cavalerie français, un escadron mexicain, la batterie d'artillerie à cheval du régiment d'artillerie monté de la Garde impériale, une section d'artillerie de montagne des marins et un détachement du génie. 
Les Français suivent la route de Mexico puis coupent à travers champ au niveau du village de Cuautlancingo afin d'éviter les avant-postes républicains. Le général Bazaine place ses cavaliers mexicains en tête de la colonne, ce qui ajouté à l'obscurité, parvient à tromper une première avant-garde adverse. Vers quatre heures et demie du matin, alors que le jour se lève et qu'ils ne peuvent plus profiter de l'obscurité, les Français prennent d'assaut un premier poste et arrivent à deux kilomètres au sud du village de San Lorenzo.

## Déroulement
À cinq heures du matin, les Français se déploient face au village, situé sur une hauteur. L'artillerie est placée sur le flanc droit et au centre, tandis que les cavaliers sont sur le flanc gauche. Les troupes de Bazaine attaquent par le sud, là où le relief est le moins abrupt. L'est de la colline de San Lorenzo est rocheuse, sillonnée de ravines, et tombe brusquement sur la rivière Atoyac. De deux côté, l'artillerie ouvre, puis l'infanterie française avance en échelon, flanc gauche en tête, afin de couper la retraite des Mexicains par l'ouest.
Rapidement, les républicains battent en retraite par le gué de Pensacola, tandis qu'une partie de la cavalerie française se lance à la poursuite de la cavalerie mexicaine. L'autre partie sabre les fuyards qui tentent de fuir par les gués de l'Atoyac. La 1re division mexicaine est détruite, la 2e subit également de lourdes pertes et la 3e, commandée par le général O'Horan, se replie sans combattre sur Tlaxcala.
Des troupes mexicaines du parti conservateur arrivent alors en renfort par le cerro de la Cruz. Fortes de deux bataillons et d'un escadron commandés par le général Marquez, elles se lancent à la poursuite des fuyards jusqu'à Santa Inès Zacatelco. À neuf heures et demie du matin, les combats sont finis. Les républicains se replient sur Tlaxcala, mais ils ne s'y arrêtent pas, le général Comonfort réunit ses hommes à San Martin Texmelucan.

## Les pertes
Les pertes républicaines sont estimées à 800 tués ou blessés et 1 000 prisonniers par les Français. Ces derniers déplorent un officier et 10 soldats tués et 80 blessés, tandis que les Mexicains alliés ont cinq morts et 18 blessés. Les républicains laissent également trois drapeaux, huit fanions et leurs huit canons aux mains des assaillants.
Après les combats, les troupes franco-mexicaines passent la nuit à San Lorenzo, puis Bazaine regagne son quartier-général de Molino en Medio.